# Valenciennea immaculata
Valenciennea immaculata là một loài cá biển thuộc chi Valenciennea trong họ Cá bống trắng. Loài này được mô tả lần đầu tiên vào năm 1981.

## Từ nguyên
Tính từ định danh immaculata trong tiếng Latinh có nghĩa là “không có đốm”, hàm ý đề cập đến kiểu hình của loài cá này thiếu các sọc dọc như Valenciennea muralis.

## Phân bố và môi trường sống
V. immaculata có phân bố rộng rãi ở khu vực Đông Ấn Độ Dương và Tây Thái Bình Dương, từ bờ nam Trung Quốc và đảo Đài Loan trải dài về phía nam đến Úc, phía đông đến đảo New Ireland. Ở Việt Nam, V. immaculata được ghi nhận tại bờ biển Ninh Thuận và khu vực vịnh Nha Trang–vịnh Vân Phong.
Quần thể ở Bắc Thái Bình Dương có nhiều khác biệt về kiểu hình so với quần thể ở Úc, và bản thân quần thể Úc lại có sự khác biệt giữa hai bờ tây-đông. Cần có nhiều nghiên cứu phân loại về loài này.
V. immaculata sống trên nền đáy mềm (cát, bùn) gần các rạn san hô, được tìm thấy ở độ sâu đến ít nhất là 30 m.

## Mô tả
Chiều dài tổng lớn nhất được ghi nhận ở V. immaculata là 13 cm. Cá có màu trắng phớt vàng hoặc tím hồng nhạt với cặp sọc cam trên thân viền xanh lam từ má kéo dài dọc theo mặt dưới đến gốc vây đuôi. Vây đuôi có dải trắng gần rìa.
Số gai ở vây lưng: 7; Số tia ở vây lưng: 13–17; Số gai ở vây hậu môn: 1; Số tia ở vây hậu môn: 13–16; Số tia ở vây ngực: 18–20.

## Sinh thái
V. immaculata thường sống thành đôi. Chúng rây từng ngụm cát để kiếm ăn và đào hang.

## Thương mại
V. immaculata là một thành phần trong ngành buôn bán cá cảnh.